# Eriastrum diffusum
Eriastrum diffusum är en blågullsväxtart som först beskrevs av Asa Gray, och fick sitt nu gällande namn av Mason. Eriastrum diffusum ingår i släktet Eriastrum och familjen blågullsväxter. Inga underarter finns listade i Catalogue of Life.